# Демессен, Мишель
Мишель Демессен (фр. Michelle Demessine) — французский политик, бывший сенатор Франции и вице-мэр Лилля, член Коммунистической партии.

## Биография
Родилась 18 июня 1947 г. в поселке Фреленгьян (департамент Нор). По профессии секретарь. Активная участница движения за права женщин, в 1977—1990 годах была президентом регионального отделения Союза французских женщин. В 1992 году впервые избрана в Сенат.
2 июня 1997 года Мишель Демессен заняла должность государственного секретаря по вопросам туризма в правительстве Лионеля Жоспена, оставив мандат сенатора. На выборах в Сенат 23 сентября 2001 года Демессен вновь вошла в список коммунистов и была избрана. Через месяц после этого она ушла в отставку с поста государственного секретаря.
На выборах сенаторов 2011 года вошла в список коммунистов под вторым номером и была в третий раз избрана в Сенат. Являлась членом комиссии Сената по иностранным делам, обороне и вооруженным силам.
В выборах в Сенат 2017 года не участвовала.

## Занимаемые выборные должности
27.09.1992 - 02.06.1997 — сенатор Франции от департамента Нор 

1995 - 2001 — член муниципального совета города Уплин 

02.06.1997 - 23.11.2001 — государственный секретарь по вопросам туризма в правительстве Лионеля Жоспена 

19.03.2001 - 30.03.2014 — вице-мэр Лилля 

23.09.2001 - 01.10.2017 — сенатор Франции от департамента Нор.